# Ampelisca aequicornis
Ampelisca aequicornis är en kräftdjursart som beskrevs av Arvid Sture Bruzelius 1859. Ampelisca aequicornis ingår i släktet Ampelisca och familjen Ampeliscidae. Inga underarter finns listade i Catalogue of Life.